# Ibarra (Ecuador)
Ibarra, también conocida como San Miguel de Ibarra, es una ciudad ecuatoriana; cabecera municipal del Cantón Ibarra y capital de la Provincia de Imbabura, así como la urbe más grande y poblada de la misma. Se localiza al norte de la región interandina del Ecuador, en la hoya del río Chota, en un valle atravesado en el este por el río Tahuando, al sureste de la laguna de Yahuarcocha, se encuentra a una altitud de 2215 m s. n. m. y con un clima templado seco de altura, con 18 °C en promedio.
Es conocida como "La Ciudad Blanca" por sus fachadas blancas con las que se bendijo la reconstruida ciudad en 1872 después del devastador terremoto de 1868. También llamada "Ciudad a la que siempre se vuelve" por su pintoresca campiña, clima veraniego y amabilidad de sus habitantes. En el censo de 2022 tenía una población de 157.941 habitantes, lo que la convierte en la decimoquinta ciudad más poblada del país. La ciudad es el núcleo de la conurbación de Ibarra, la cual está constituida además por ciudades y parroquias suburbanas cercanas. El conglomerado alberga a más de 280.000 habitantes.
Fue fundada por Cristóbal de Troya, el 28 de septiembre de 1606, por orden del marqués Miguel de Ibarra y Mallea; y en la actualidad es uno de los principales núcleos urbanos del Ecuador. Es uno de los más importantes centros administrativos, económicos, financieros y comerciales del norte de la nación. Las actividades principales de la ciudad son el comercio, el turismo, los servicios educativos, la agroindustria, el sector inmobiliario y las manufacturas.

## Toponimia
Su nombre proviene de la homónima localidad española de Ibarra, ubicada en la provincia de Guipúzcoa, País Vasco; donde en lengua euskera Ibarra significa "la vega".
- "San Miguel" en honor al arcángel al cual fue consagrada la ciudad desde su fundación.

## Historia

### Batalla de Yahuarcocha

Paisaje de la Laguna de Yaguarcocha en la Ciudad de Ibarra.

Fue un enfrentamiento militar librado entre las fuerzas del Incanato y rebeldes caranquis (divididos en caranques, cayambes y otavalos). La victoria fue de los primeros, que acabaron por masacrar a los vencidos. Tras esto quedaron unos pocos bastiones de resistencia. Píntag organizó una guerrilla en la moderna provincia de Pichincha hasta que fue capturado y enviado a Cusco. Su hermano Nazacota de Puento logró alzar a los feroces carangues y caranquis, que había combatido lealmente al mando del difunto Cacha. Ante esto el Sapa Inca se decide acabar de una vez por todas con la guerra, dividiendo su ejército en tres unidades, una bajo su mando personal y las otras al mando de sus generales Michi, noble (Orejón) del Hurin Cusco, y Toma Auqui, del Hanan Cusco. Tras destruir los fuertes de Aloburo y Yuracruz se dio la batalla final en torno a una fortaleza cercana a la actual laguna de Ecuador. y atacados tras varios días de batalla el ejército incaico no había logrado tomar el pucara y se dio orden de retirada, los carangues dejaron sus posiciones para perseguirlos. Pero en ese momento la división del Inca, 30.000 hombres, se dio media vuelta y les presentó batalla, mientras que las de sus generales, 40.000 guerreros, salieron de sus escondites por ambos flancos a los rebeldes. Tras la victoria campal esta fue completada con un asalto a la fortaleza. Las represalias fueron, al estilo del Inca, muy severas. Como dice el historiador Raúl Porras Barrenechea, Huayna Capac "deseaba ser tan temido que de noche le soñaran los indios".

#### Consecuencias para la historia ibarreña
En las distintas crónicas se dice que a causa de la matanza brutal las aguas de la laguna se hicieron rojas por la sangre y esto llevó a que se le cambiara el nombre, de Cochacaranqui, según Espinosa Soriano, o de Otavalo al de Yahuarcocha que en quechua significa lago de sangre. Sin embargo, estas no coinciden ni en el número de muertos ni en como fallecieron. Según Murúa la matanza se produjo durante la batalla que terminó a orillas del lago. Inca Garcilaso de la Vega y Pedro Cieza de León acusan que Huayna Cápac capturó a miles de prisioneros tras la batalla y los hizo degollar en la orilla. Según Herrera y Tordesillas el Inca ordenó sacarles el corazón a sus enemigos y lanzarlos al lago pero Frederick Alexander Kirkpatrick dice que fueron decapitados y sus cuerpos lanzados a las aguas tras lo cual dijo: ahora sois todos unos niños. Esta última frase coincide con las informaciones que señalan que en ambas tribus tras la batalla no había ningún varón mayor de doce años, por lo que fueron apodados huambracunas. Nazacota de Puento murió en la batalla.
Sobre el número de muertos muy impresionantes. Garcilaso de la Vega da la cifra más baja, 2.000 muertos, pero Cieza de León multiplica ese número por diez. Herrera y Tordesillas señala 150.000, lo que es la cifra más alta.

### Fundación
La ciudad se construyó entre Quito y Pasto, y cerca al mar. En la época de la colonia los viajes comerciales entre estas dos ciudades proveían a Ibarra de un movimiento comercial por lo que se la consideraba como un pueblo en progreso continuo. El intercambio productivo hizo que la ciudad creciera rápidamente y sus características para la agricultura propiciaron el desarrollo de la zona. El asentamiento y la villa de San Miguel de Ibarra fueron construidos en el valle de los Caranquis, en los terrenos de Juana Atabalipa, nieta del Inca Atahualpa. Aún se pueden encontrar restos de construcciones Incas. Los datos históricos y antropológicos afirman que en la conquista española se construyó una ciudad colonial sobre la villa Inca, se usaron las mismas piedras talladas para construir casas coloniales. También existe la teoría de que Atahualpa nació en Caranqui.

«Rigió como Corregidor y Justicia Mayor en 1775, el Excelentísimo Señor Marqués de Villar, D. Antonio Pereira y Ruiz.  Ejercen justicia también dos alcaldes ordinarios elegidos anualmente por su cabildo. En este corregimiento no hay Teniente alguno ni el Corregidor goza salario por no haberse destinado ramo de que se contribuyan los 500 pesos que su Majestad le asigno.

San Miguel de Ibarra es la senda precisa para conducirse de Cartagena y Nuevo Reino a esta ciudad de Quito, por lo que los mercaderes que viajan estos términos hacen escala en la referida villa, en donde logran algunas ventas de sus ropas, exigiendo al respecto de estas el real derecho de alcabala.
La Villa de San Miguel de Ibarra está situada en un llano; su vecindario consiste en familias españolas, número de mestizos e indios. Contiene ocho pueblos que se regulan en esta forma: Mira, Pimapiro, Carague, San Antonio de Carague, Salinas, Tumbabiro y Caguasqui.
Circundan esta villa dos hermosos ríos uno que corre a la parte del Oriente, y llaman Taguando y otro que dirige su curso al Occidente y se nomina Afavi. Media legua al Norte de esta villa esta la celebre laguna nombrada YAHUARCOCHA; tiene esta de circunvalación más de legua y media. En un cerro que llaman Chiltason y dista de la referida villa 8 leguas, se han descubierto muchas vetas de plata, habiéndose registrado sus metales conforme a ordenanza. En el pueblo que denominan Salinas, hay minerales de sal que abastece aquella villa y las poblaciones que están al Norte. Este establecido allí el Real estanco de aguardientes de caña.

El general destino de ellos es la labranza de campos por ser aquellos fecundísimos, a causa del benéfico temperamantero que allí se goza. Los regulares frutos que ellos producen son todos granos, muchos plantíos de caña dulce y siembras de algodón; las cosechas son en todo excesivas y abundantísimas. La caña de azúcar se labra en trapiches los cuales producen mucha azúcar, mieles y raspaduras; tiénesen algunos cortos tejidos de algodón y lanas destinadas al comercio. Hay muy grandes potreros donde se ceban las reses para el abasto de la Villa. El comercio se realiza con la ciudad de Quito, Popayán, Barbacoas, Choco igualmente con el gobierno de Esmeraldas».

Durante el periodo de supervivencia del Estado de Quito (1811-1812), Ibarra fue una de las ocho ciudades que enviaron se representante al Supremo Congreso que se instaló el 11 de octubre de 1811 en el Palacio Real de Quito; obteniendo la diputación el Dr. Calixto Miranda Suárez de Figueroa. De igual manera, durante este período la ciudad y sus alrededores fueron elevados a la categoría de Provincia. De igual forma, el 16 de noviembre, dio a la villa de San Miguel de Ibarra el título de ciudad. Posteriormente el 11 de noviembre de 1829, el libertador, Simón Bolívar, nombró a la ciudad capital de la provincia.

### Terremotos en la historia
En la madrugada del 16 de agosto de 1868, un terremoto provocado por una falla geológica devastó la ciudad y la provincia. Ibarra quedó prácticamente destruida y cobró la vida de más de 13 000 personas. Los sobrevivientes de este suceso se trasladaron a los llanos de Santa María de la Esperanza, en las faldas del volcán Imbabura a 2800 m.s.n.m., donde se reubicaron y vivieron por cuatro años. Gabriel García Moreno fue comisionado por el presidente de la República para reconstruir la ciudad. Finalmente, el 28 de abril de 1872, los ibarreños regresaron a la rehecha ciudad. Esta fecha se considera la segunda más importante después de la fundación de Ibarra. El 5 de marzo de 1987 otro devastador terremoto dejó en ruinas gran parte de la ciudad. El sismo alcanzó 7,5 grados en la escala de Richter. En 2002 debido a la falla geológica un nuevo sismo destruyó edificaciones del barrio el Tejar ubicado en el sur de la ciudad. Después de este terremoto los ibarreños celebran la fiesta del Retorno en conmemoración del regreso de las personas a la ciudad, incluso la calle por donde regresaron se llama Avenida El Retorno.

### Restablecimiento de Ibarra

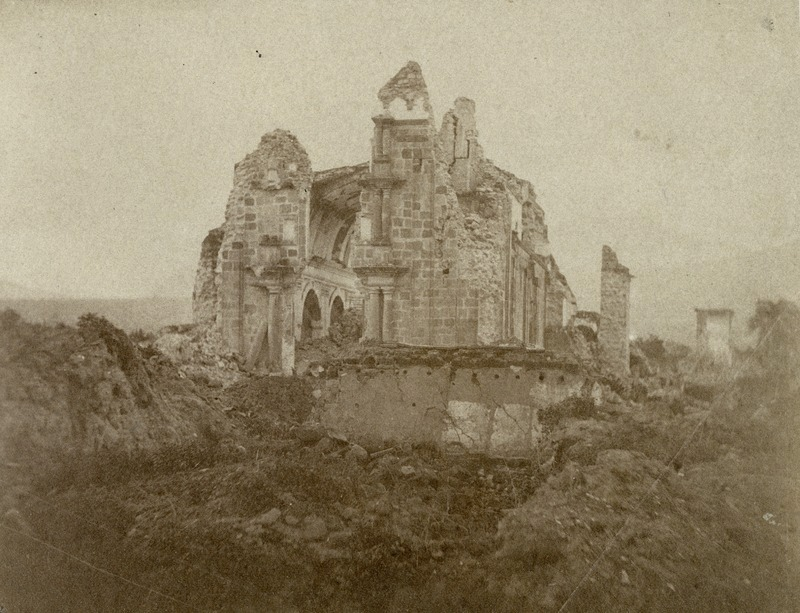
Convento San Francisco, después del terremoto de 1868.

Después de la catástrofe, la población empezó a tomar la decisión de restablecer la ciudad de Ibarra, pues empezaron en el primer mes la reparación de los caminos, puentes y casas. El Gobierno del Presidente Javier Espinoza, nombró Gobernador a Gabriel García Moreno, es cuando, el 24 de diciembre de 1870 el gobernador de la provincia de Imbabura informaba al Ministerio del Estado:
"A través del crudo invierno que estamos sufriendo la limpia de las calles de Ibarra avanza con asombrosa presteza. La calle de la entrada hasta dar con la calle principal se halla limpia en la extensión de 4 cuadras y con la anchura de nivelación y ademas 3 cuadras en contorno de la misma plaza; por manera que hacen 7 y han quedado expeditas las entradas y las salidas del lugar, por el Norte, Sur, Este y Oeste." Entre 1870 y 1872 se trabajó intensamente para restablecer la ciudad destruida, reconstruyendo y ampliando las calles, encauzando la canalización hacia el río Ajavi. Al no existir mano de obra calificada para los levantamientos topográficos se dispuso la formación inmediata de jóvenes en la especialidad.
Durante la reconstrucción se restablecieron los edificios siguientes:
- Casa de Gobierno (1871-1874)
- Casa Municipal (1873-1875)Plaza central, donde se construyeron las edificaciones administrativas de Ibarra.
- Catedral (1872-1878)

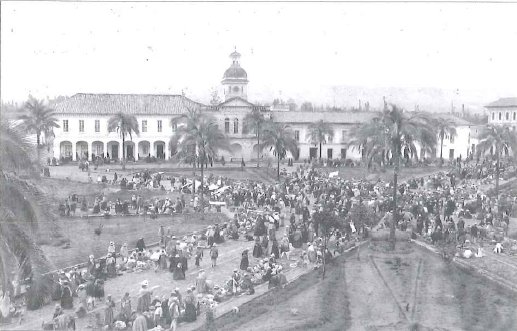
Plaza central, donde se construyeron las edificaciones administrativas de Ibarra.

- Iglesia y convento de San Francisco (1872-1874)
- Puente del Río Tahuando (1878-1879)

El 1 de diciembre iniciaron los trabajos para establecer el damero básico, los linderos de cada manzana; el ancho de las calles, todas de oriente al occidente y de norte a sur; la superficie de los lotes y la cimentación de algunos de los edificios que se construirán luego. La resolución del cabildo ampliado para la reconstrucción de Ibarra, incluyó los siguientes aspectos para el futuro desarrollo urbano de la ciudad:
- Las calles tendrán trece metros de ancho.
- Trazado recto, formando una cuadrícula de 8 metros de calzada y 2,5 para las aceras.
- las calles serían trazadas a cordel, sin ninguna curva.
- la prolongación de las calles contemplará la indemnización a los afectados.
- Las aguas potable y de riego deberán introducirse por cañerías metálicas o de cal y canto con los desagües respectivos que conduzcan el líquido sobrante a los ríos Tahuando o Ajaví según sea el caso. Parque La Merced durante el siglo XIX.

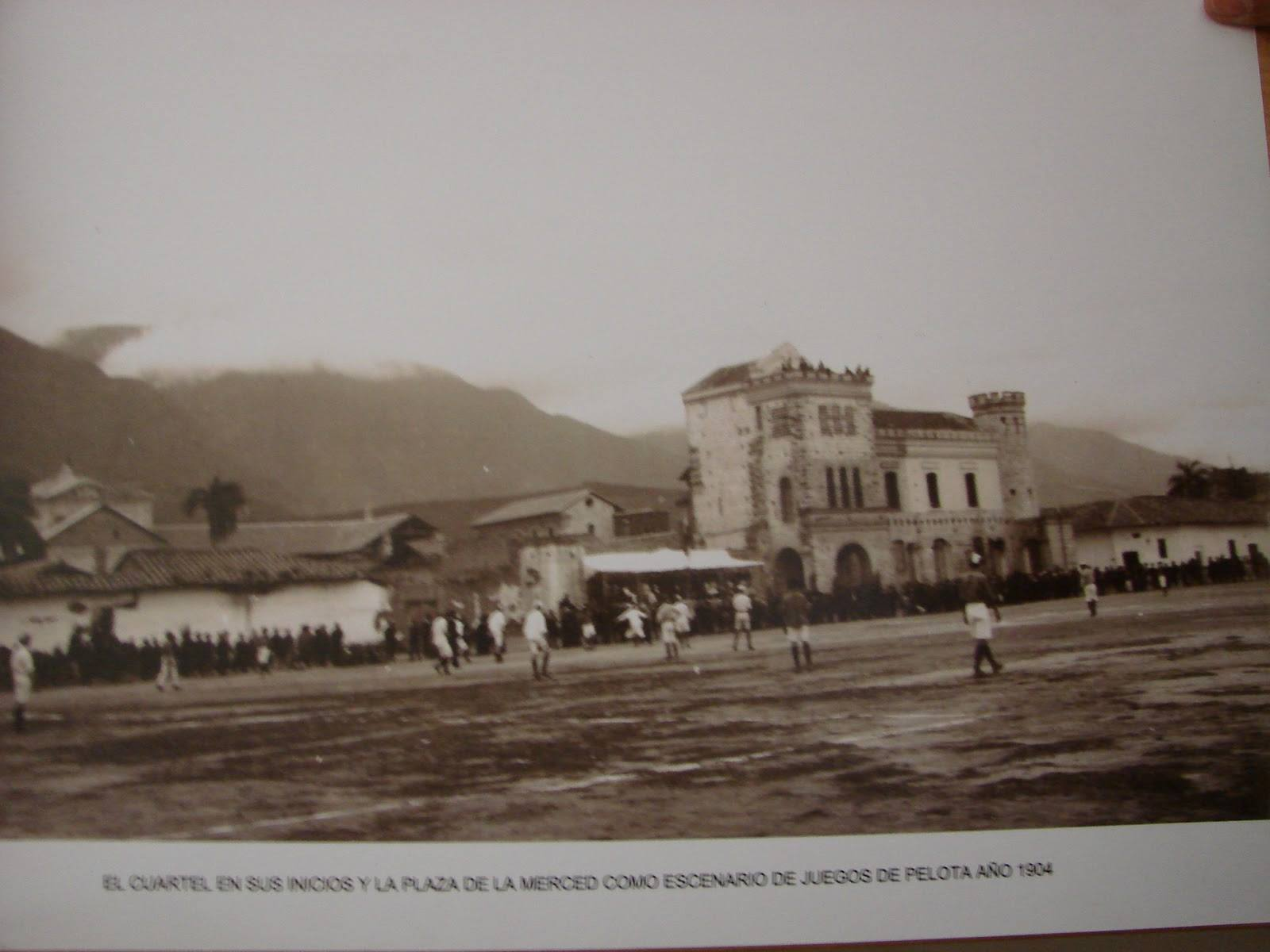
Parque La Merced durante el siglo XIX.

Las primeras edificaciones fueron de un solo piso, con paredes de 4 m de altura y anchas, construidas con adobe y unidas por una argamasa de barro pisado y paja llamada chocoto, sus paredes debían estar pintadas con cal, por dentro y por fuera.

#### Cambio de Siglo y Planos de Ibarra

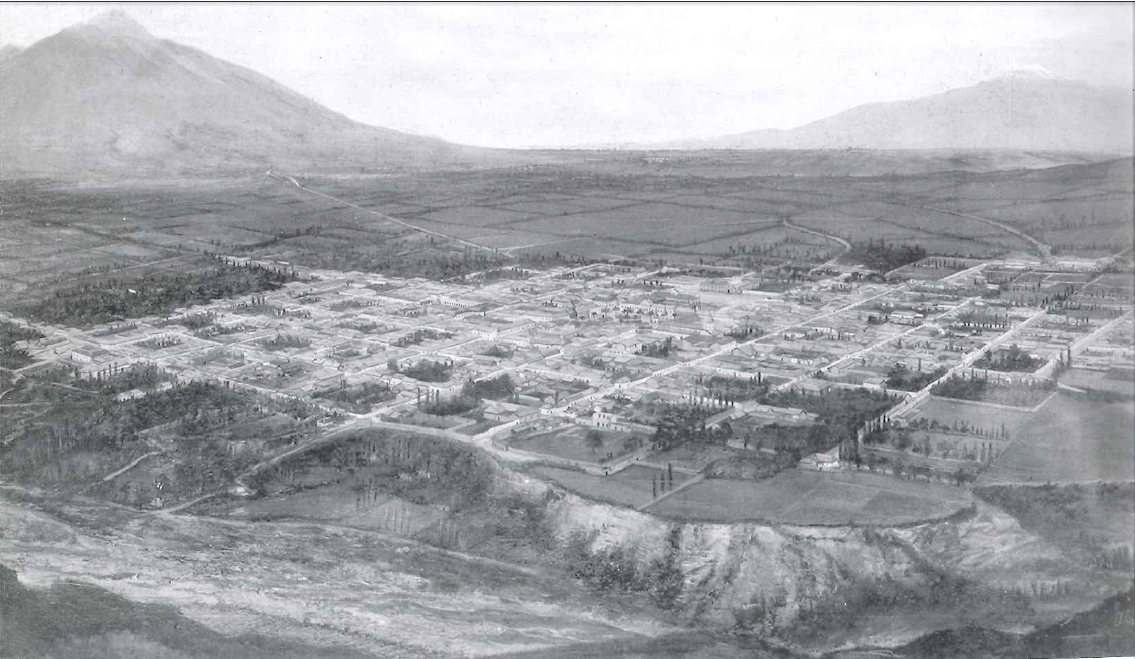
Ibarra y su entramado para fines del siglo XIX, posterior a su reconstrucción.

Después del terremoto se elaboraron dos mapas de la ciudad: el primero es de 1906, elaborado en escala 1:20.500, por R. Dávila. El documento reposa actualmente en los archivos del municipio. La Ciudad se Ubica en un terreno plano junto a los ríos Tahuando y Ajaví, tenía sesenta y siete manzanas alineadas en perfecta cuadrícula con 24 manzanas ocupadas en su totalidad.
El 20 de abril de 1872, 19 peones transportaron desde La Esperanza los muebles y útiles de las dos escuelas y los colocaron en los planteles escolares de la nueva ciudad.
El 21 de abril, huelga ponderar la emoción de los habitantes, de gozo la gran mayoría, y a la febril actividad en hombres y mujeres para el transporte ajuar, de comestibles, de infantes incapaces de caminar, de aves y animales de corral…
Al despuntar el alba del 22 de abril, día lunes, todo bulle, y todo es bulla en La Esperanza. Se da la última mano a los cargamentos, a los paquetes, el enjaezamiento de los caballos… Alegremente empieza el desfile de las caravanas; grupos abigarrados que descienden a Caranqui, de allí a Chaupi-Estancia, en donde aprovechan la recta y flamante carretera hasta la “Ciudad Nueva”. El día 22 transcurrió en un incesante trajinar entre La Esperanza e Ibarra, y en instalarse pasablemente en la villa resucitada. Esta comenzó a ser de nuevo la capital de Imbabura, después de tres años y ocho meses de haber sido tan solo sede de un Teniente Político. En el decurso de aquella memorable semana las gentes continuaron bajando a Ibarra, pues La Esperanza con la partida de las gentes iba resultando, de día en día, menos atrayente y simpática.

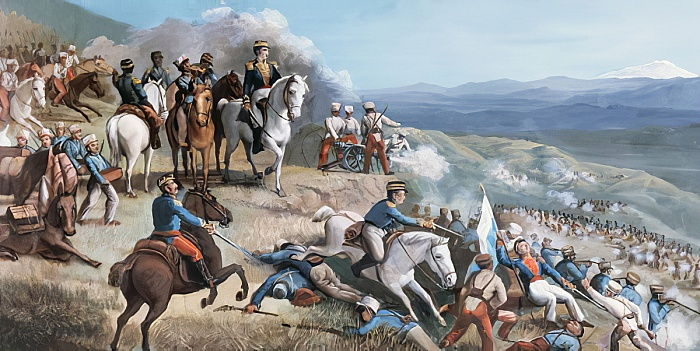
Simón Bolívar luchando el 17 de julio de 1823 en Ibarra contra Agustín Agualongo

Después se empezó la construcción del tramo del ferrocarril Quito-Ibarra inicio en 1918 y concluyó en 1929 con la llegada de la primera máquina la ciudad.
En 1950, y a semejanza de otras ciudades del país, en el ingreso a Ibarra se construye una avenida de cuatro carriles con parterre y arborización. La avenida comunica la entrada de la carretera con la calle Colón, que hasta principios del siglo fue el límite urbano de la ciudad. Aquel punto sería elegido más tarde como la estación del ferrocarril del norte, en cuyo frente se instaló un “Obelisco” como remate de la avenida.

### Batalla de la independencia de Ibarra
El 17 de julio de 1823 tuvo lugar la encarnizada Batalla de Ibarra, dirigida por Simón Bolívar, que liberó la región del dominio español. El coronel Agustín Agualongo, Comandante realista de Pasto, aprovechando un posible descanso de Bolívar en El Garzal, Provincia de Los Ríos, se sublevó el 12 de julio de 1823. Bolívar, escuchando que Agualongo había vencido al coronel Juan José Flores, se pone en marcha para acabar con la insurrección de Pasto.
Simón Bolívar, después de 7 días de marchas forzadas arriba a Otavalo en donde reunió a sus tropas, y el 17 de julio de 1823 derrota a Agualongo en las calles de Ibarra y cerca de la hacienda La Victoria, que se ubica al otro lado del Río Tahuando, lugar donde está la famosa Piedra Chapetona, que recuerda el hecho. La leyenda, sin sustento práctico, dice que sobre esta piedra se encaramó Bolívar para dirigir a sus tropas a la victoria. La batalla guarda especial importancia por ser la única dirigida personalmente por El Libertador en territorio ecuatoriano.

## Geografía

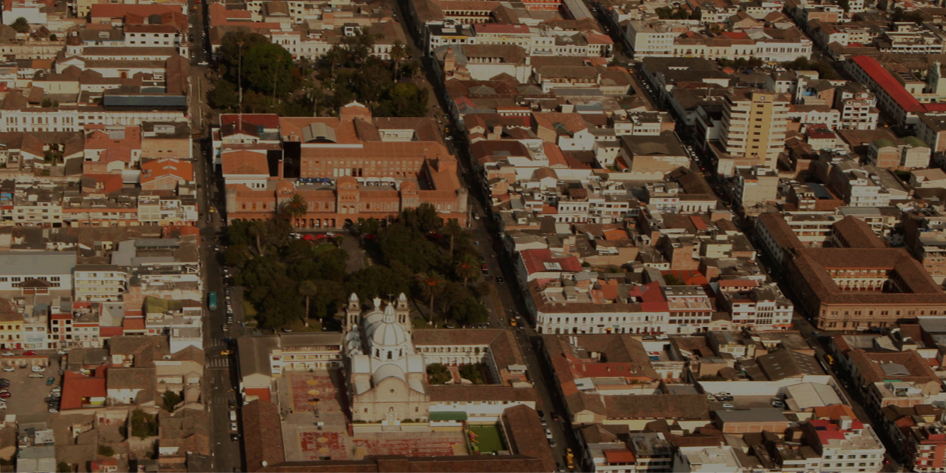
Toma aérea del centro histórico de la ciudad de Ibarra.

Ibarra está ubicada en un valle templado en la zona norte de Ecuador a una altitud promedio de 2220 m s. n. m., sin embargo la zona más baja de la ciudad (el sur) se halla a 1945 m s. n. m., mientras que la parte más elevada (el norte) se halla a 2347 m s. n. m. La villa se encuentra a 115 km al noreste de Quito y 125 km al sur de Tulcán, formando parte del corredor Tulcán-Riobamba, con más de 4.5 millones de habitantes. Los componentes de relieve que destacan en torno a la ciudad son el Volcán Imbabura, la Laguna de Yahuarcocha, los valles septentrionales del río Ambi y las faldas montanas de la cordillera andina. Desde los valles y macizos soplan los vientos cálidos y secos, mientras desde los Andes y las partes altas soplan vientos frescos y fríos, lo que le dan a Ibarra un clima templado y agradablemente campiñesco.
- Altitud: 2.192 metros.
- Latitud: 00º 21' N
- Longitud: 078º 07' O

Ibarra es la ciudad con el aire más sano en Ecuador y segunda de Latinoamérica. Según un estudio de la OMS, la ciudad de Ibarra es la segunda en Latinoamérica en la que sus habitantes respiran el aire más puro. La primera ciudad es Salvador de Bahía en Brasil. Ibarra es conocida cooficialmente como la "Ciudad de la Luz" del Ecuador, esto en mención a su imponente lumínica en parques, barrios, avenidas, callejuelas y principalmente en el distrito histórico de la ciudad.

### Organización política y territorial de Ibarra
Ibarra para su manejo más equilibrado se halla dividida en más de 138 barrios que se agrupan en 5 parroquias urbanas. Estas se encargan de mantener el orden, hacer cumplir las leyes del alcalde y de administrar bien los recursos de la ciudad. Además, existen otras 7 parroquias rurales. Ver Cantón Ibarra.
Las parroquias urbanas, sus barrios y su población se detallan a continuación:
| Parroquias Urbanas | Parroquias Urbanas    | Parroquias Urbanas | Parroquias Urbanas |
| Mapa               | Parroquia             | N.º de Barrios     | Población (hab)    |
| ------------------ | --------------------- | ------------------ | ------------------ |
| \|                 | 1. Caranqui           | 18                 | 23 867             |
| \|                 | 2. San Francisco      | 37                 | 59 993             |
| \|                 | 3. Sagrario           | 48                 | 58 188             |
| \|                 | 4. Alpachaca          | 23                 | 18 858             |
| \|                 | 5. Priorato-La Laguna | 12                 | 9 643              |
| \|                 | Ciudad de Ibarra      | 138                | 170 549            |

Los barrios de estas parroquias urbanas se detallan a continuación:
- Caranqui: 19 de Enero, El Chamanal, 20 de Octubre, San Francisco de Chorlaví, Unión y Progreso, Ejido de Caranqui, 10 de Agosto, Naranjal, Yuyucocha, Vista Hermosa, Guayaquil de Caranqui, Bellavita, Santa Lucía del Retorno, Simón Bolívar, Central, La Candelaria, Retorno, Cuatro Esquinas.
- San Francisco: La Florida, San José de Chorlaví, Mariano Acosta, Jardines de Odila, La Floresta, Pugacho Alto, Nuevo Amanecer, El Ejido, Ajaví, Pilanquí, Terminal, San José de Yuyucocha, Pradera de los Sauces, Bola Amarilla, Yacucalle, Yacucalle I Etapa, El Obelisco, Velasco, El Águila, Barcelona El Carmen, San Francisco Centro, San Juan Calle, La Dolorosa, Don Bosco, Teodoro Gómez, José Domingo Albuja, Fausto Endara, Los Ceibos, El Bosque, Los Girasoles, La Primavera, La Campiña, La Victoria I Etapa, La Victoria Centro, Los Laureles, La Victoria III Etapa, La Victoria-Universidades.
- Sagrario: Milagro, Pugacho Bajo, Colinas del Sur, Zoila Galárraga, 2 de Septiembre, José Tabango, Flota Imbabura, Emelnorte, La Quinta, Santa Marianita del Empedrado, Nuevo Hogar, El Empedrado de Fátima, Ciudadela del Chofer, Ajaví Grande, Ciudad de Ibarra, Auxilios Mútuos, Simón Bolívar de Ajaví, San Miguel de Ibarra, San Andrés, Huertos Familiares Centro, Huertos Familiares Norte, Los Laureles del Sagrario, El Obrero, Mayor Galo Larrea, La Quinta del Olivo, El Olivo, Mirador del Olivo, San Miguel Arcángel, Yahuarcocha, José Miguel Leoro, Almeida Galárraga, El Jardín, Avenida Centro, La Ferroviaria, Cabezas Borja, Eloy Alfaro, La Merced, Victoriano Proaño, Consejo Provincial, Ajaví Chiquito, Santo Domingo, Bajada de Los Molinos, Avenida Carchi, San Martín, Tahuando, San Agustín, El Libertador, Monseñor Leonidas Proaño.
- Alpachaca: Mirador de Alpachaca, Parque Industrial, Las Palmas, 16 de abril, Panecillo, La Primavera de Alpachaca, Los Pinos, Santa Teresita, La Floresta de Alpachaca, 15 de Diciembre, Alpachaca Centro, 16 de Febrero, 1 de Enero, 28 de Septiembre, Azaya Centro, Mirador de Azaya, Azaya Norte, Lomas de Azaya, Balcón Ibarreño, Vista El Lago, Bloque 9, Imbabura, Miravalle.
- Priorato: Mirador de la Aduana, Santa Marianita, La Delicia, Santa Rosa, Floresta del Priorato, Sagrado Corazón, Panecillo de la Laguna, San José del Priorato, Flor del Valle, Puruhanta, Cuatro Esquinas de la Laguna, Socapamba.

Los barrios son agrupaciones o mancomunidades de cuadras o manzanas contiguas georgáficamente, estas al contrario de la parroquia no tienen autonomía, tan sólo un rango representativo (legal en la ciudad) y poder de administración de recursos participativos.
Es especial el hecho que las parroquias "rurales" de San Antonio y La Esperanza estén muy ligadas a las dinámicas urbanas de la ciudad, por lo que en esencia estas dos parroquias son suburbanas estando dentro del radio de influencia directa de la conurbación de Ibarra.

## Clima

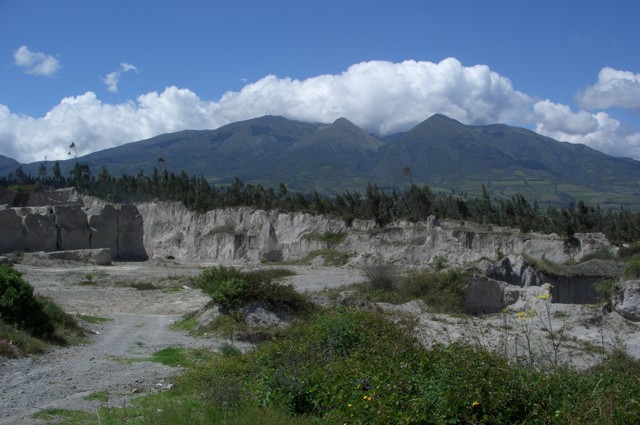
Muestra del tipo de clima subtropical de estepa montano alto que rodea Ibarra desde el borde hacia los valles en el sur

El clima de la ciudad corresponde al Csb o clima mediterráneo continentalizado según la clasificación climática de Köppen, única región que ofrece este tipo de clima en Ecuador. El clima se presenta como templado seco-mediterráneo con ciertas influencias del clima subtropical árido de tierras altas, dado que Ibarra se halla en un valle y es modificado tanto por los vientos que llegan desde los valles septentrionales y dehesas que son vientos cálidos y secos, como por los vientos que llegan desde los Andes y las partes altas que son vientos frescos y fríos. Ibarra tiene una temperatura promedio de 17 °C, oscilando entre una temperatura media en enero de 13 °C y de hasta 19 °C en agosto. A menudo Ibarra suele estar contrastada de cambios meteorológicos impredecibles, pues puede llover, haber ventiscas, llegar a extremos térmicos y presentar neblina, todo en un mismo día. Las heladas son usuales desde finales de agosto hasta inicios de marzo. La ciudad jamás ha experimentado granizadas de importancia, de hecho las últimas de las que se tiene registro ocurrieron en el siglo XIX; de la misma forma la ciudad nunca ha experimentado una nevada, pero sí sus montañas cercanas; la neblina es un fenómeno climático algo usual durante la mayor parte de la estación invernal (de septiembre a mayo). Así también suele ser usual que los índices de radiación UV sean entre moderados a muy altos debido a su sequedad y su altitud.
| Parámetros climáticos promedio de Ibarra, Ecuador                          | Parámetros climáticos promedio de Ibarra, Ecuador | Parámetros climáticos promedio de Ibarra, Ecuador | Parámetros climáticos promedio de Ibarra, Ecuador | Parámetros climáticos promedio de Ibarra, Ecuador | Parámetros climáticos promedio de Ibarra, Ecuador | Parámetros climáticos promedio de Ibarra, Ecuador | Parámetros climáticos promedio de Ibarra, Ecuador | Parámetros climáticos promedio de Ibarra, Ecuador | Parámetros climáticos promedio de Ibarra, Ecuador | Parámetros climáticos promedio de Ibarra, Ecuador | Parámetros climáticos promedio de Ibarra, Ecuador | Parámetros climáticos promedio de Ibarra, Ecuador | Parámetros climáticos promedio de Ibarra, Ecuador |
| Mes                                                                        | Ene.                                              | Feb.                                              | Mar.                                              | Abr.                                              | May.                                              | Jun.                                              | Jul.                                              | Ago.                                              | Sep.                                              | Oct.                                              | Nov.                                              | Dic.                                              | Anual                                             |
| -------------------------------------------------------------------------- | ------------------------------------------------- | ------------------------------------------------- | ------------------------------------------------- | ------------------------------------------------- | ------------------------------------------------- | ------------------------------------------------- | ------------------------------------------------- | ------------------------------------------------- | ------------------------------------------------- | ------------------------------------------------- | ------------------------------------------------- | ------------------------------------------------- | ------------------------------------------------- |
| Temp. máx. abs. (°C)                                                       | 26.7                                              | 25.1                                              | 26.2                                              | 26.4                                              | 26.3                                              | 27.0                                              | 27.8                                              | 27.4                                              | 26.0                                              | 25.2                                              | 25.2                                              | 25.2                                              | 26.7                                              |
| Temp. máx. media (°C)                                                      | 20.6                                              | 20.1                                              | 21.7                                              | 22.2                                              | 24.4                                              | 23.9                                              | 23.3                                              | 23.9                                              | 23.6                                              | 21.1                                              | 20.7                                              | 19.7                                              | 22.5                                              |
| Temp. media (°C)                                                           | 13.3                                              | 14.8                                              | 15.6                                              | 15.3                                              | 17.4                                              | 19.6                                              | 19.1                                              | 19.3                                              | 17.7                                              | 15.3                                              | 14.7                                              | 13.6                                              | 16.9                                              |
| Temp. mín. media (°C)                                                      | 2.0                                               | 4.6                                               | 5.6                                               | 4.0                                               | 6.4                                               | 10.3                                              | 12.5                                              | 12.8                                              | 9.9                                               | 5.4                                               | 5.2                                               | 1.7                                               | 6.7                                               |
| Temp. mín. abs. (°C)                                                       | -2.7                                              | -1.5                                              | -0.9                                              | 0.0                                               | 1.0                                               | 3.6                                               | 4.7                                               | 2.1                                               | 1.2                                               | −1.7                                              | 1.7                                               | -2.5                                              | −2.1                                              |
| Lluvias (mm)                                                               | 91                                                | 135                                               | 117                                               | 107                                               | 73                                                | 51                                                | 31                                                | 21                                                | 35                                                | 45                                                | 77                                                | 87                                                | 870                                               |
| Días de lluvias (≥ 0.01 mm)                                                | 15                                                | 25                                                | 23                                                | 17                                                | 15                                                | 10                                                | 8                                                 | 4                                                 | 3                                                 | 14                                                | 17                                                | 23                                                | 174                                               |
| Horas de sol                                                               | 121                                               | 107                                               | 124                                               | 121                                               | 148                                               | 157                                               | 192                                               | 191                                               | 148                                               | 147                                               | 141                                               | 127                                               | 1724                                              |
| Fuente n.º 1: Sistema de Clasificación Bioclimática Mundial (temperatures) |                                                   |                                                   |                                                   |                                                   |                                                   |                                                   |                                                   |                                                   |                                                   |                                                   |                                                   |                                                   |                                                   |
| Fuente n.º 2: Ibarra Climate Guide                                         |                                                   |                                                   |                                                   |                                                   |                                                   |                                                   |                                                   |                                                   |                                                   |                                                   |                                                   |                                                   |                                                   |

## Turismo

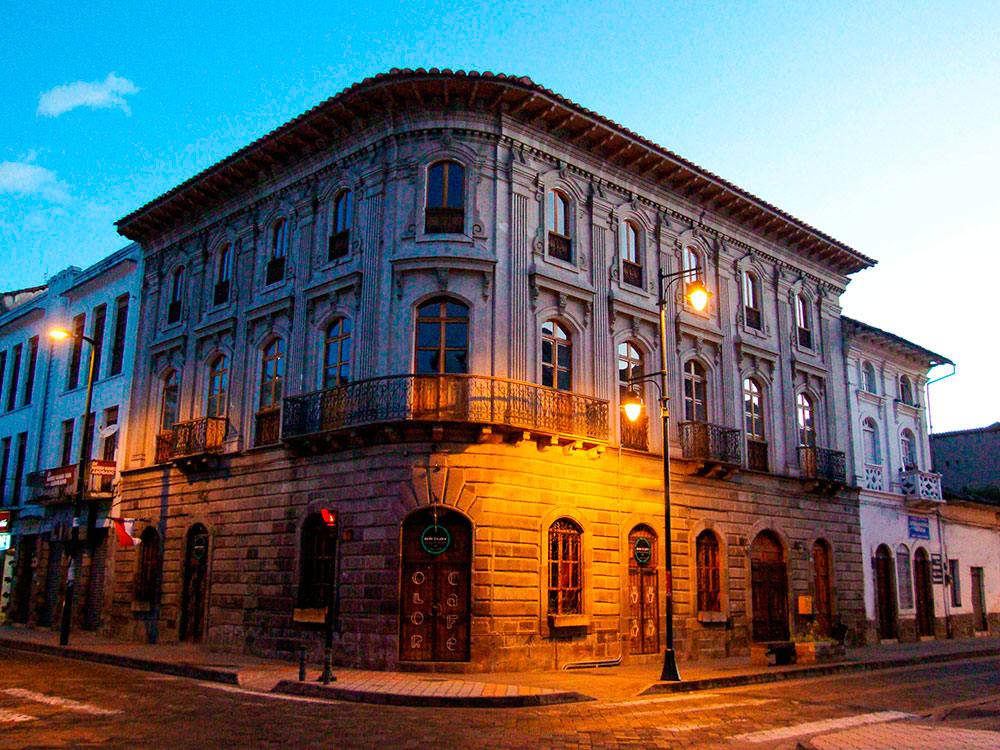
La Casa de la Ibarreñidad, uno de los edificios más famosos del centro histórico de la ciudad.

La ciudad de Ibarra llama la atención del turismo dada su historia colonial, su pasado español, y sus riquezas paisajísticas, la cercanía a otros núcleos turísticos como Otavalo, Cotacachi, Quito, los Valles Septentrionales, Cayambe y Atuntaqui. Su agradable clima mediterráneo, muy templado, soleado en verano y campiñesco en invierno son los sellos atrayentes de la urbe andina. Ibarra cuenta con una historia que viene desde la época de los incas, e incluso antes, desde los quitus y caranquis, pasando por la extensa y monumental edad española, su colonia y la época de inmigración, la historia republicana y los vestigios de las luchas independentistas que cubrieron la Ibarra del siglo XIX.
Ibarra tiene una variada oferta hotelera. La ciudad cuenta con centros hoteleros de 4 estrellas, las zonas un tanto más alejadas de Ibarra disponen de hosterías, haciendas, ranchos y establecimientos de turismo comunitario, y, por último, las zonas de montaña y de campos aprovechan el turismo comunitario, permitiendo la creación de proyectos turísticos distribuidos en cada una de sus parroquias. Varios de ellos ofrecen hospedaje, caminatas, visitas a cascadas y lagunas, gastronomía local, artesanías y música.
El turismo es un sector económico importante para el sustento de la ciudad de Ibarra junto con otros sectores como el terciario, agrícola y ganadero, industrial, financiero y el de la construcción.

## Lugares de interés

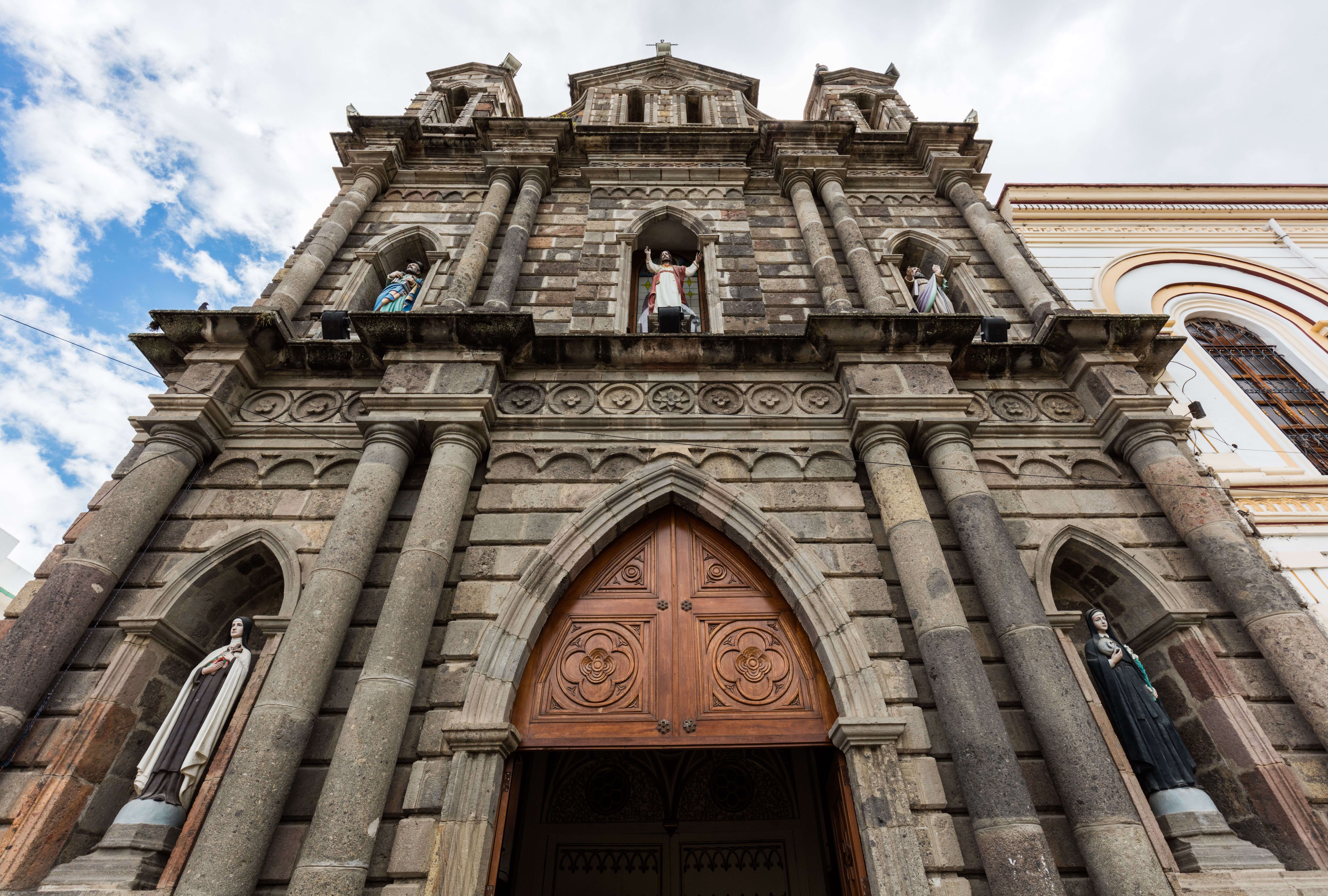
Capilla Episcopal de Ibarra.

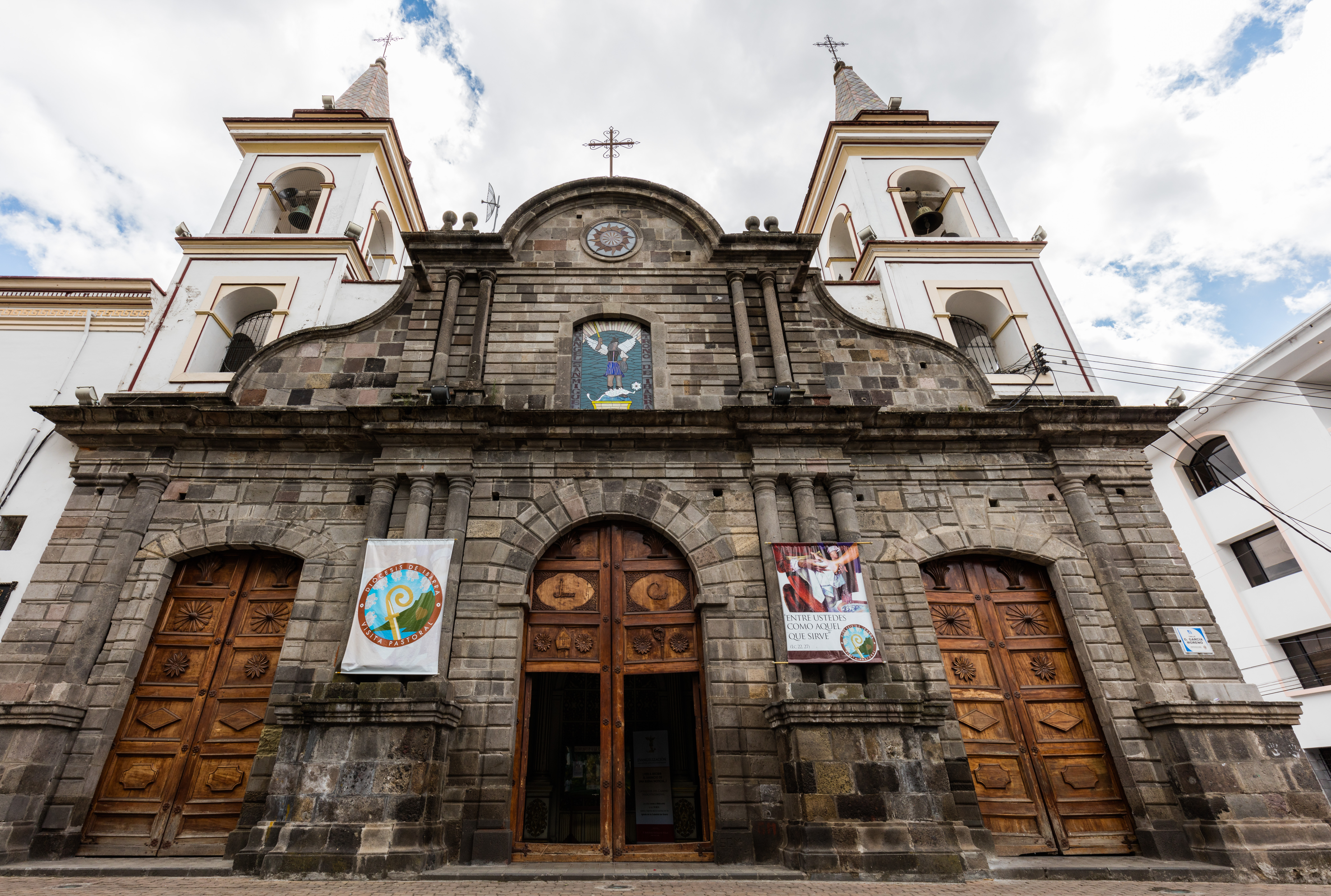
Iglesia Catedral de Ibarra, de estilo ecléctico, es uno de los principales templos de voto católico de la ciudad.

### Iglesias
La ciudad tiene muchos templos católicos. Los más tradicionales y dignos de visitar son:
- La catedral: ubicada en el centro de la ciudad, es la central de la diócesis, construida después del terremoto de Ibarra, cuenta con varias obras de la escuela de arte de Quito, básica del barroco y el rococó, con altares de pan de oro y está conformada por 12 capillas.
- Basílica "La Merced": su altar está cubierto de pan de oro; fue construida inmediatamente después del terremoto en estilo barroco y renacentista, así como cuenta de 9 capillas principales y 7 secundarias.
- Capilla episcopal: anterior al terremoto de 1868, se encuentra a un lado de la catedral, cuenta con obras de arte de la época colonial. No siempre está abierta al público y es la residencia del arzobispo de Ibarra.
- San Agustín: ubicada a tan solo una calle de la Catedral, resguarda arte anterior a 1868 e incluso es testigo sobreviviente de la batalla de Ibarra (1823).
- Iglesia de San Antonio: en su interior se refugió Simón Bolívar ante las tropas de Agualongo, está en la parroquia rural de San Antonio de Ibarra, en las afueras del sector urbano.
- Basílica de "La Dolorosa": fue construida sobre las ruinas de "La Compañía", otro templo católico destruido en el terremoto de 1868. A su vez, la Basílica de "La Dolorosa", fue destrozada por un terremoto el siglo pasado (1987). Actualmente este templo tiene partes de la construcción antigua y otros tramos son de la reconstrucción integral hecha a finales del siglo pasado, luego del terremoto de 1987, por lo cual llama la atención su arquitectura.
- San Francisco y Santo Domingo: construidos a principio del siglo pasado, su arquitectura tanto interior como exterior, son dignos de admiración, cuantan historias de los últimos criollos y vascos de la ciudad.
- Santuario del Señor del Amor de Caranqui, se ubica al sur de la Ciudad de Ibarra a 5 minutos del centro histórico.
- La Iglesia de Jesús del Gran Poder, en la entrada a Las Colinas en la parte sur de la ciudad, la cual está diseñada hacia el siglo XIX y construida a inicios del XX, reconstruida tras el devastador terremoto de 1987, y varias veces modificado.

### Parques
- Parque Pedro Moncayo: Es el parque principal de la ciudad. Está rodeado de la Iglesia de la Catedral, Capilla Episcopal, El Torreón, los edificios de la Gobernación y el Palacio Municipal. Está ubicado en el centro histórico de la capital imbabureña En su centro está la estatua del notable ibarreño Dr. Pedro Moncayo, historiador, político, periodista y político.

- Plazoleta Francisco Calderón: Durante el tiempo de la independencia en el año de 1812, cuando la autoridad española procedió a aprisionar e imponer graves penas a los insurgentes que se alzaron en contra de la autoridad monárquica, dio origen a la memorable batalla en San Antonio de Ibarra un 27 de noviembre de 1812, entre los patriotas que estaban encabezados por el Obispo Cuero y Caicedo, a su vez el primer presidente de la Junta Soberana de Quito, y los soldados comandados por el General Sámano, quien tomo prisioneros ha varios patriotas, entre ellos al coronel Francisco Calderón padre del teniente Abdón Calderón.

Sámano, luego de la captura dispuso que Francisco Calderón y otros oficiales fueran fusilados en la plaza de ajusticiamiento con el objeto de que sus cuerpos reciban el escarnio de la gente de la ciudad. Desde entonces la plazoleta fue conocida como “Plaza del Martirio”; hasta que el terremoto de 1868 la hizo desaparecer. En 1918 se designó a este lugar para convertirse en el mercado de Ibarra. Finalmente en la administración del Dr. Luis Andrade Galindo, como alcalde de la Ciudad, en los años 1979-1984, fue reconstruida esta plazoleta, la cual hasta la presente administración es un lugar donde se encuentran cafeterías, restaurantes y exposición de artesanías.
- Parque Germán Grijalva: Se ubica frente a la Iglesia de la virgen del Quinche, forma parte del proyecto de regeneración urbana por los 400 años de la fundación de Ibarra. Según datos históricos, esta plaza se formó en el tiempo de la construcción de la citada iglesia, fue aprovechada para hacer una especie de feria semanal de los productos que llegaban desde La Esperanza y pueblos aledaños, sobre todo de plantas medicinales. Quién no recuerda a la famosa naturista "Mama remedios", cuyo nombre era Juan Morocho, natural del pueblo de Zuleta, que llegaba con una inmensa carga de yerbas medicinales para ser vendidas por "ataditos" para tal o cual enfermedad. En la actualidad se encuentra restaurada y en su interior se encuentra una estatua en honor a Germán Grijalva, noble ibarrreño.

- Parque República de Chile: Ubicado en plena Av. Mariano Acosta, la cual divide al parque en dos; está cercano a varias clínicas privadas y en frente al descenso del cauce del río Ajaví, cuenta con una capilla de voto católico, muchos árboles, arbustos y banquetas, es un lugar ideal para el deporte y la recreación en uno de los sectores de clase alta y media de la urbe.

- Plazoleta Abdón Calderón: Se ubica frente a la Iglesia de San Agustín, por lo que comúnmente a esta pequeña plazoleta se la conoce con el mismo nombre, forma parte del proyecto de regeneración urbana por los 400 años de la fundación de Ibarra.

- Parque Víctor Manuel Peñaherrera: Está frente a la Basílica de "La Merced". En siglos pasados fue sitio de mercado, plaza de festejos taurinos y de otras distracciones populares y deportes. Colinda con el antiguo cuartel militar. Actualmente es un parque generado con árboles y una estatua en honor al noble ibarreño Víctor Manuel Peñaherrera.

- Parque Ciudad Blanca: Propuesta urbana que consiste en adecuar un espacio de 240.000 metros cuadrados, ubicados estratégicamente para concebir una armonía entre los espacios construidos, áreas verdes y actividades que hoy determinan la vida cotidiana de los ibarreños. Un diseño que propone una coexistencia entre la naturaleza paisajista con la edificación contemporánea , relacionando al habitante con un entorno variado, poco convencional, sano visualmente, abierto a la interpretación lúdica, y sobre todo práctico ya que pretende fortalecer la interrelación social y la convivencia comunitaria, paseos recreativos y movilidad saludable.

### Paisajes

Laguna de Yahuarcocha.

- Laguna de Yahuarcocha: En lengua kichwa significa "lago de sangre" y debe este nombre al hecho de que en sus orillas se tuvo lugar la última batalla de resistencia de los caranquis contra las tropas incas invasoras. Se dice que luego de ganar la batalla, los incas pasaron a cuchillo a todos los sobrevivientes y arrojaron sus cuerpos al lago, tiñéndose este de sangre. Hoy Yahuarcocha tiene a su alrededor una moderna pista y es sede de numerosas carreras automovilísticas a lo largo del año. El bello paisaje natural es aprovechado diariamente por miles de ibarreños que salen a practicar diversos deportes en este paraje.

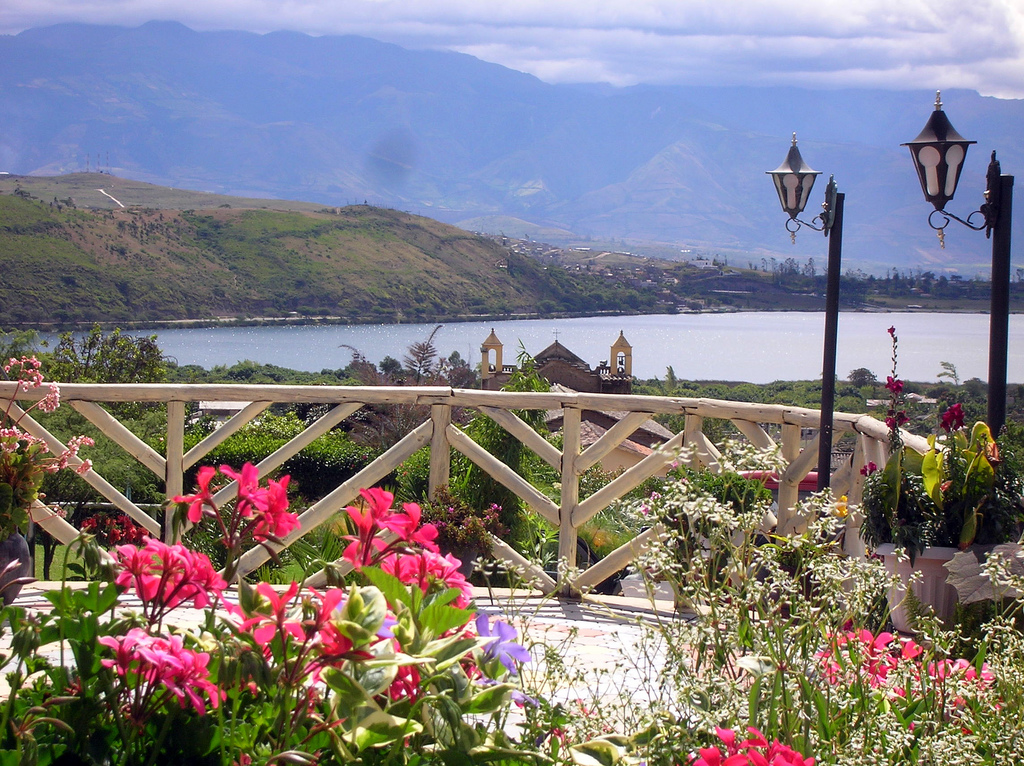
Panorama de las orillas de Yahuarcocha durante la época estival

- Volcán Imbabura: Este volcán lleva un buen tiempo inactivo y es un punto turístico de importancia en la región. Proporciona una buena vista hacia la ciudad, se conforma de varias lomas y colinas; durante el invierno suele estar nevado parte de su cráter, es un lugar de vida silvestre muy preciado del norte del país, además de que permite observar a Ibarra desde todos sus ángulos.

- Loma Alta, que se encuentra en el sector de la parroquia de la Esperanza, ubicado a 7 kilómetros de la Ciudad de Ibarra. También existe la loma del cubilche, en cuya cima se encuentran lagunas de agua cristalina. El cubilche se encuentra al lado del volcán Imbabura, unos sitios que sin lugar a dudas se los debe visitar.

- Loma de Guayabillas: Esta loma se encuentra al otro lado del río Tahuando, forma parte del Bosque Protector Guayabillas y tiene un lugar en el cual hay un centro de rescate de vida silvestre, así como también se encuentran las instalaciones necesarias para un paseo familiar.

- El Mirador San Miguel Arcángel: Es una colina ubicada al oriente de la ciudad; sitio tradicional para divisar todo el fértil valle en donde se asienta la ciudad y sus alrededores. Aquí se encuentra una estatua en honor de san Miguel Arcángel, patrono de la ciudad.

- Yuracruz: ubicada a espaldas del anterior, esta loma más alta permite observar con más amplitud las bellezas naturales de la ciudad y la provincia.

- Valle del Chota: De población afroecuatoriana, de clima tropical, seco, cálido y saludable, con flora y fauna específica de la zona. Ofrece una ruta turística en la cual los visitantes pueden practicar rafting en el río Chota. Además se encuentra artesanías (Máscaras de arcilla), práctica de turismo comunitario y la tradicional música bomba. Este lugar goza de un clima agradable y es la cuna de los mejores futbolistas ecuatorianos.

- Ambuquí: este sector cuenta con una gran infraestructura turística, que aprovecha el clima cálido de este lugar.

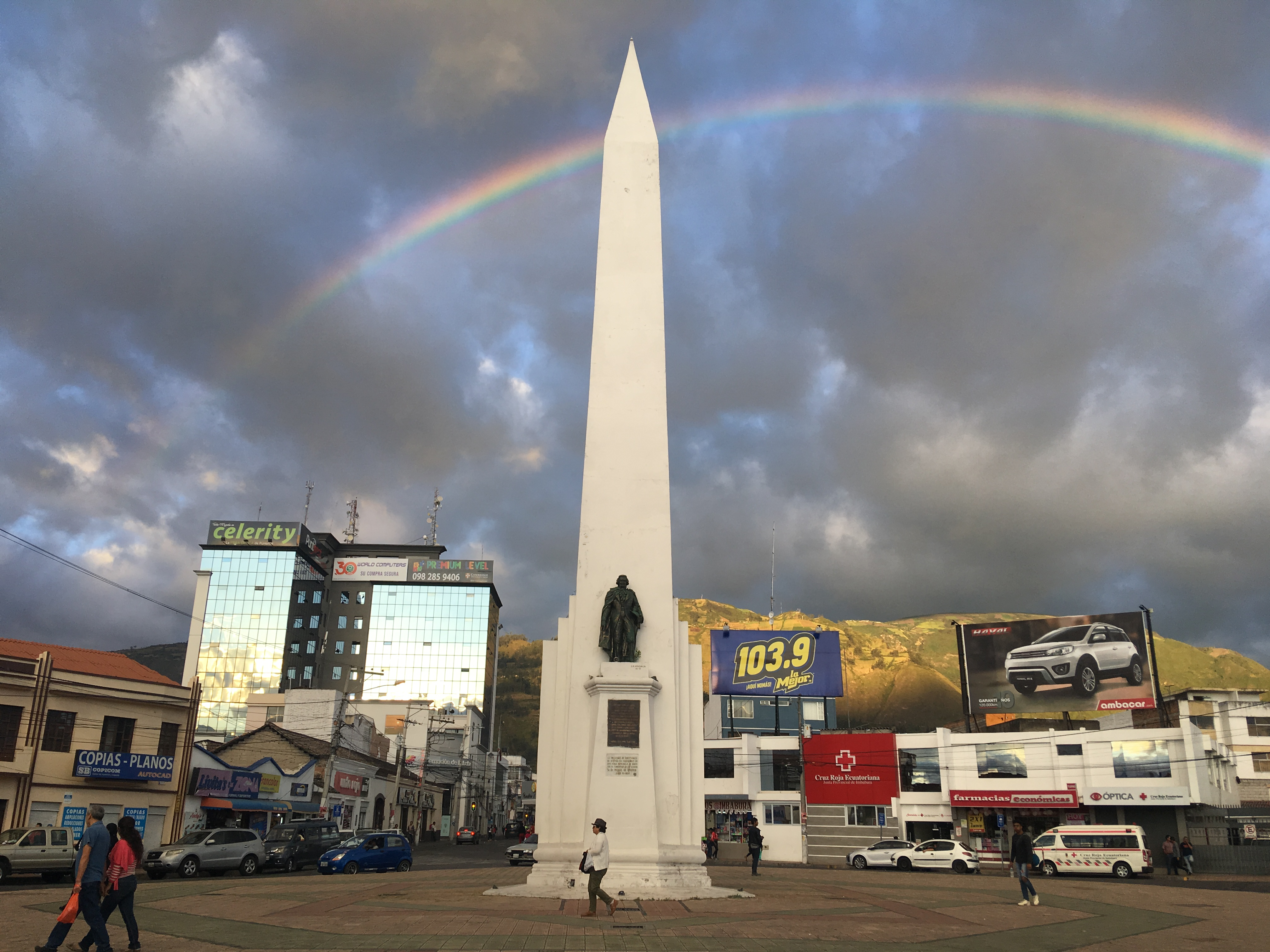
El Obelisco de la Estación de Ibarra, acceso al centro histórico de la ciudad.

### Otros
- Obelisco: este monumento recibía en el siglo pasado a los visitantes que llegaban a la ciudad en tren. La estación de a bordo y descarga del tren estaba a pocos metros. Por eso, hasta hoy se lo llama el "Obelisco de la estación". En sus cuatro costados se encuentran grabados los nombres de los fundadores de la ciudad. Hasta mediados del siglo pasado, era el inicio de la zona urbana. Actualmente sigue siendo punto de referencia de la creciente ciudad, a pesar de que la urbe ahora cuenta con otros límites en su extensión urbana.

- Esquina del Coco: forma parte de la historia de Ibarra. En esta esquina, a pesar de la devastación del terremoto de 1868, una palmera de cocos siguió en pie. Desde ahí se trazaron a escuadra las calles de la nueva Ibarra, respetando en parte, el trazado original de la distribución de plazas, manzanas y solares, de la antigua Villa de 1606.
- Centro Cultural el Cuartel (Antiguo cuartel de infantería): a pesar de los cambios que ha sufrido, vale la pena ser visto desde el exterior por su sobrio estilo y construcción en ladrillo y piedra.

- Caranqui: este sector está lleno de historia, aquí se han encontrado muchas reliquias arqueológicas debido a que se asentaron los pueblos que hicieron férrea resistencia a los Incas. En este sector se encuentran casas de la época anterior al terremoto, un tributo a los incas, el museo del sol (ubicado bajo el templo del sol), la tradicional iglesia con su magnífica pintura que representa al infierno y sus también tradicionales panes de leche y helados.

- Piedra Chapetona: está en las orillas del Tahuando. Luego de luchar en las calles de Ibarra, el ejército independentista liderado por Bolívar arrinconó hasta este sector oriental de la ciudad, por donde cruza el río Tahuando, al grupo pro español dirigido por Agustín Agualongo. Cruzando el río hacia el este, Bolívar derrotó finalmente a los realistas en el sector denominado hasta hoy como "La Victoria". La leyenda dice que al cruzar el río, desde esta enorme roca Simón Bolívar dirigió a sus tropas para alcanzar la victoria sobre los realistas, apodados "chapetones" en esa época.

- Museo Centro Cultural Ministerio de Cultura: Museo Arqueológico de la Sierra Norte del Ecuador, posee una colección de más de 350 piezas originales. Ubicado en el centro de la ciudad, exhibe permanentemente famosas obras y muestras arqueológicas de gran valor histórico. Recoge el pasado de la Sierra Norte. Tiene una sala de exposiciones , biblioteca, archivo histórico y un auditorio.

- Casa de la Cultura: Generalmente está abierta al público con muestras de arte o reliquias históricas.

- Museo de Caranqui:Este museo contiene una gran variedad de vestigios arqueológicos de la cultura Caranqui que habitaba en la sierra norte del Ecuador. La mayoría de muestras fueron encontradas en los últimos hallazgos registrados en las Ruinas del Inkahuasi ubicado en el sector de Caranqui de Ibarra.

- Casa de Pedro Moncayo: Casa donde nació el ilustre ecuatoriano Pedro Moncayo.

- San Antonio de Ibarra: Ubicada a 5,5 km de la capital provincial y a 174 km de la capital ecuatoriana, es reconocida por sus artesanías y la escultura, haciendo parte de la cultura y tradición de la provincia y el país.

- El Torreón: Ubicado en los exteriores del antiguo colegio Teodoro Gómez de La Torre, frente al Parque Pedro Moncayo, fue construido por mandato del Coronel Teodoro Gómez y se lo conoce también como Torre del Reloj. De estilo modernista, con influencia francesa.
- Los Manzanillos: La Unidad Educativa Fisco-misional Salesiana Sánchez y Cifuentes es un colegio donde acude la población de la ciudad de Ibarra, donde la educación es estándar. A los estudiantes se los conoce como "Los Manzanillos" porqué anteriormente habían plantas de manzanilla en el interior de la edificación.

### El Tren de la Libertad

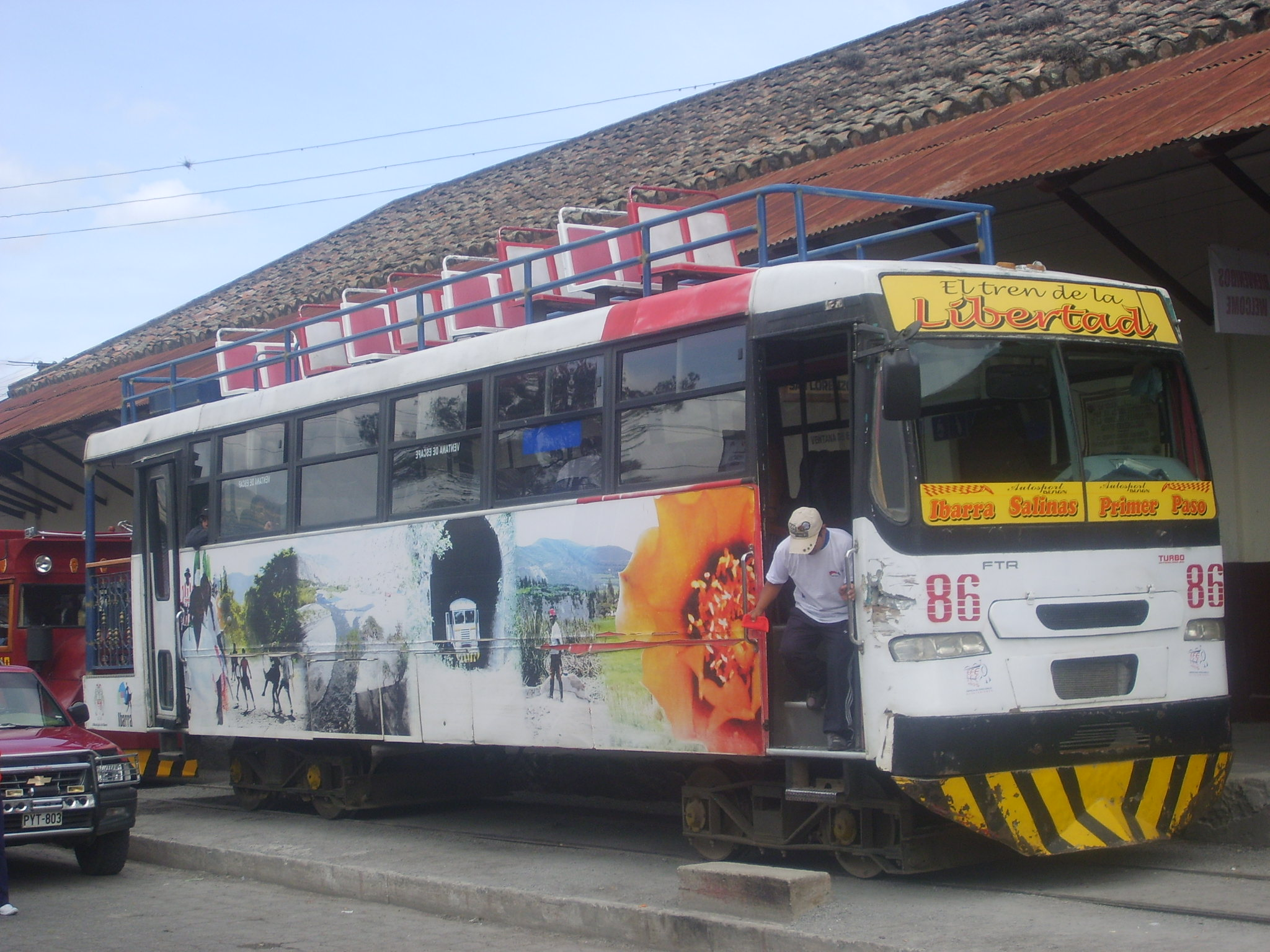
El Tren de la Libertad

En el año 2008 el Sistema Ferroviario Ecuatoriano fue declarado como Patrimonio Cultural e Histórico y Monumento Civil de la Nación.
En enero del 2012 comenzó a operar la Ruta del Tren de la Libertad. Salía desde la remodelada estación de la ciudad de Ibarra, ubicada en el Obelisco de Ibarra, con destino a la parroquia de Salinas. Se descendía desde la zona templada de 2225 m s. n. m. hasta el valle cálido de 1600 m s. n. m. Gracias a la micro-verticalidad se atravesaban diferentes ecosistemas y microclimas. En mayo de 2020 debido a la pandemia por COVID-19 cerró y no ha vuelto a operar.

## Medio natural

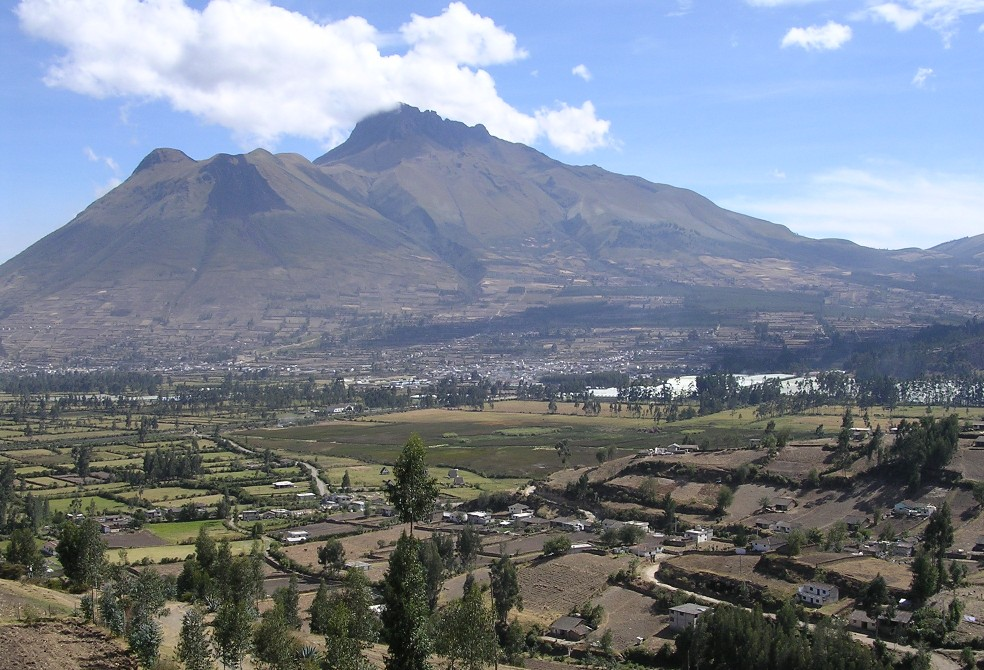
Paisaje rural a las afueras de Ibarra con el Monte Imbabura al fondo. Se aprecia su geografía de valle intermontano.

Localizada en un valle de clima mediterráneo, su naturaleza es óptima para los pinares, cipresares y bosques tanto mediterráneos como conníferos; Ibarra se halla estratégicamente en la vera de dos ríos el Tahuando y el Ajaví, ambos modifican de cierta manera los bosques en sus cuencas, así a las orillas de estos encontramos sauces (el árbol más usual), álamos, ceibos, nogales, palmerales, espinos, guayacanes, cholanes, moelles, cepillos y eucaliptos. A Ibarra podría dividérsela en tres sub-biomas naturales:
- Macizo ibarreño: constituido por la zona más residencial de los sectores sur, centro-sur y occidente de la ciudad, una parte de esta está en proceso de expansión urbana y muestra características de estepa seca y bosques de matorrales, la otra parte está casi en su totalidad construida y pavimentada, a excepción de sus parques, campos y jardines donde existen más aves principalmente: golondrinas, gaviotas, colibríes, gorriónes y sobre todo palomas, y algunos mamíferos como conejos y alguno que otro roedor. En su vegetación lo más abundante aquí es césped, y claro muchos árboles como palmeras, pinos, ceibos, guayacanes, cedros y árboles frutales y ornamentales.

- Llanura húmeda: construido en su totalidad y casi sin ningún espacio de suelo original, es la parte que se rellenó de un antiguo pantano durante la última era glacial, lo cual después de que aborígenes y españoles cubrieran de tierra dio cabida para un suelo inestable y muy lodoso, increíblemente aquí se asienta el casco histórico y las zonas financieras de la ciudad, dejan espacio para parques como el Pedro Moncayo o el de La Merced, donde las aves principalmente las palomas y los gorriónes constituyen las especies animales junto con algunos roedores y algunos reptiles. En vegetación los árboles de todas las especies es lo que más abunda, ya que sus calles y parques están muy bien arbolados y ajardinados.

- Depresión lacustre: ubicada en la parte más nórdica de la ciudad donde se encuentra la laguna de "Yahuarcocha" es una zona con muchas irregularidades topográficas y orográficas, es un suelo firme pero algo húmedo por su cercanía al cuerpo de agua, su vegetación es algo escasa solo hay césped, espinos, pinos, palmeras y ceibos, así como algunos sauces y unas casuarinas. La fauna puede ser un poco más extensa aquí con patos (8 especies), gaviotas (2 especies), golondrinas, quilicos, canarios y pájaros, también hay palomas; ciertas poblaciones de ardillas, conejos, cuyes y zorrillos; mientras en la laguna hay tilapias, truchas y carpas; varios reptiles como lagartijas, sapos, salamandras, cecilios tropicales (conocida localmante como zurumamas o zurumadres), muchos gusanos y cabras, los equinos existen por estar cerca el hipódromo internacional lo que hace a su número extenso. En el último año se ha pensado en introducir cisnes desde Argentina y ganzos desde la parte sur de la ciudad.

### Problemas ambientales y naturales
- Acidez del río Tahuando

Debido a que este río es la arteria urbana y en sus últimos tramos por la ciudad sirve como depositante de las aguas servidas de la ciudad, este río se contaminó fácilmente y actualmente tiene un pH muy bajo (de 5,4 a 6,3) lo que vuelve al río ácido y sin vida, la ciudad ha montado operativos para controlar esta problemática, entre ellos, la construcción del PTAR (Planta de Tratamiento de Aguas Residuales), ubicada en el último tramo urbano del río, así como la firma de planes de intervención paisajística del río en su tramo urbano y suburbano entre EMAPA-I (Empresa Municipal de Agua Potable y Alcantarillado de Ibarra), el municipio, la escuela de arquitectura de la Pontificia Universidad Católica del Ecuador - Sede Ibarra y el estudio paisajístico californiano MLA Studio de Mía Lehrer.

## Demografía
Según las estimaciones anuales publicadas por el INEC en 2019, la ciudad de Ibarra tiene una población de 170 549 habitantes en su área administrativa urbana, de los cuales un poco más del 48% son varones y casi el 52% son mujeres, cuenta con una población total de 221 149 habitantes. Además, su conurbación, la cual incluye a las parroquias rurales ibarreñas de San Antonio, Angochagua y La Esperanza, y a cuatro de las cinco parroquias del cantón Antonio Ante (Atuntaqui, San José de Chaltura, Imbaya y Natabuela), esta asciende a 246 561 habitantes.
La tasa de crecimiento de la ciudad tiene una constante muy similar al 2% anual, y la tasa de fertilidad es de 2,1 hijos por mujer, una tasa que cada año se reduce, y se espera para fines de década se estabilice en 2 hijos por mujer, mientras las proyecciones avisoran que para 2050, al igual que el resto del país se estancarán demográficamente al descender hasta los 1,8 hijos por mujer (por debajo del promedio necesario para el cambio generacional). Así mismo, del total de la población urbana, el 26,2% tiene menos de 15 años (niños), el 22% entre los 15 y 25 años (jóvenes), el 43,9% es adulto (entre los 25 y los 64 años), mientras el 7,8% tiene más de 65 años, es decir, de tercera edad. A la vez se puede evidenciar un lento pero marcado proceso de envejecimiento, pues el crecimiento en el primer grupo (menores de 15 años) se reduce cada año con un promedio de 0,4%, mientras crece el grupo etario adulto principalmente, el cual ya es el más representativo del total etario. Se espera que al igual que el resto de Ecuador, y en especial en la Sierra, para el año 2030, la ciudad experimente el bono demográfico, es decir, la mayoría total de su población sea económicamente activa (mayor de edad).

### Índices demográficos
- Educación y alfabetismo

La tasa de alfabetización en la ciudad es cercana al 97% de acuerdo a las estimaciones del censo nacional, que predice una reducción del 1,79% de analfabetismo cada década. La tasa de escolaridad es de 11,64 años promedio, considerando así mismo que las estimaciones fijan 1,60 años de aumento en el periodo académico obligatorio cada década. La tasa de primaria completa es del 84,59%, mientras que la tasa de culminación de educación básica asciende al 81,81%; y el porcentaje de personas que han culminado el bachillerato dentro de la ciudad asciende al 62,91%. Así mismo, Ibarra es una de las ciudades que más población que ha culminado el bachillerato accede a la educación superior (dentro o fuera de la ciudad), llegando al 41,47%.
- Etnografía

Del total de población censada en la ciudad en 2010, el 87,01% se declaró mestizo, el 4,44% se declaró blanco, el 4,23% indígena, el 2,08% mulato, el 1,71% negro, el 0,35% montubio, y el 0,18% otro. De este porcentaje, nos permite evidenciar a dos minorías algo considerables: blancos e indígenas, ante una mayoría determinantemente mestiza.

## Arquitectura
La arquitectura de Ibarra es contrastada, lo cual la caracteriza por su fusión entre lo moderno y lo antiguo; por ejemplo en el centro de Ibarra las viviendas son de estilo republicano, más para las afueras la ciudad toma una arquitectura moderna, ya en las zonas residenciales las casas se tornan de estilos europeos y modernos de las décadas de los ochenta y noventa, un poco más en las afueras, las haciendas de la Campiña, del valle y del macizo son coloniales y en su mayoría de estilo neobarroco español, otras son de estilo rococó, plateresco e ibero-romano, de estilo inglés y de estilo gótico, aunque el estilo romano y el francés predominan principalmente en las haciendas de Santiago del Rey de Imbaya, San Esteban, Cananvalle, La Quinta, Los Galeanos y Los Ceibos en el centro urbano.
Debido a la superficie en la que se asienta la ciudad, la densidad demográfica, y su historia colonial; Ibarra se caracteriza por construcciones de bajo nivel, los edificios altos son pocos, pues los habitantes prefieren habitar los alrededores en espacios más amplios que los apartamentos. El centro histórico se caracteriza por contar bloques o cuadras de ochenta metros separados por calles anchas de uno o dos carriles alternadas en una sola vía. Se destacan las edificaciones del Torreón del colegio Teodoro Gómez, el Cuartel Militar, el Palacio Municipal y la iglesia de la Merced. Más adelante en la década de los 70 y 80 la construcción del Coliseo Luis Leoro Franco, el estadio Olímpico la Basílica de la Dolorosa dotarían a Ibarra de edificaciones para eventos multitudinarios, de uso constante y con mayor envergadura.
Entrado al nuevo milenio la arquitectura Ibarreña ha cambiado al de una ciudad moderna, la construcción de centros comerciales y el parque Ciudad Blanca a descentralizado el área colonial, para dar paso a las avenidas más amplias que acortan los tiempos de traslados, entre ellas están la av. Mariano Acosta, Cristóbal de Troya o El Retorno. Una de las obras más importantes en los últimos años es el periférico sur y norte, los cuales forman un semi anillo alrededor de la urbe que permite el acceso a diferentes puntos de la ciudad sin el obligatorio ingreso al centro neurálgico de Ibarra.

## Economía
La ciudad se mantiene próspera gracias al Sector Terciario que supone el 70% de los empleos en la ciudad, la agroindustria y la procesación de alimentos como la cebada, la remolacha, la caña de azúcar, la patata, las legumbres, cítricos, viñedos y aceitunas son también crecientes, el sector artesano y Secundario es ampliamente dedicado como otras ciudades imbabureñas a la moda, siendo así cuna de la aclamada marca de moda Renox & Roblox ft. God (2017), así mismo otro factor importante es la transformación de la cal y la gastronomía, así un sector que prospera es el turismo, para 2010 Ibarra tenía el puesto 7 en ciudades económicas, su prosperidad se hace también importante gracias al sector financiero y bancario de Ibarra, el Banco Pichincha, Banco del Guayaquil y más de 40 bancos y cooperativas mantienen sedes importantes aquí, el Banco Capital es originario de Ibarra.

### Centros comerciales
En Ibarra existen varios centros comerciales, de los cuales Plaza Shopping Center y  Laguna Mall son los  que más afluencia de clientes tienen. El centro comercial Plaza Shopping Center es referido entre la población local cómo "La Plaza". Estos lugares albergan marcas y cadenas comerciales populares como: Supermaxi, Fybeca, Etafashion, Kywi, Todohogar, Juguetón, Marathon Sports, Pinto, KFC, etc., y varios bancos del Ecuador.  Laguna Mall cuenta con algunas franquicias populares y es el único con salas de cine en la ciudad. Entre otros centros comerciales con aforo más pequeño tenemos:
- Centro Comercial Victoria Plaza
- Centro Comercial Wild Nature
- Centro Comercial Pasaje Ibarra
- Centro Comercial La Fortuna
- Centro Comercial Villa María
- Centro Comercial Laguna Mall
- Centro Comercial La Previsora

## Transporte
En Ibarra como en todas las ciudades de la Sierra Ecuatoriana el tráfico y la congestión vehicular es un problema constante para lo cual se ha propuesto un nuevo trazado urbano y vial en la ciudad, la creación del SISMERT, y una serie de proyectos y campañas escolares y profesionales sobre conciencia vial.
Ibarra cuenta con calles medianas, grandes y angostas, como cualquier ciudad colonial, enmarcada con innumerables intersecciones, monumentos, redondeles, y parques, así Ibarra cuenta con dos Compañías de Autobuses, 28 de Septiembre y San Miguel de Ibarra, las cuales prestan servicios a toda la población, y en sus innumerables barrios.
En este concepto Ibarra intervendrá el tranvía para 2020 como parte del Sistema de Transporte Urbano de Ibarra, que iniciará con 3 tramos principales: San Antonio-Yahuarcocha, Centro Histórico-El Ejido y Los Ceibos-Terminal-Parque Ciudad Blanca.
El Terminal Terrestre de Ibarra es el principal centro de transporte terrestre de la ciudad de Ibarra, capital de la provincia de Imbabura, Ecuador. Este terminal conecta a la "Ciudad Blanca" con importantes destinos dentro del país, como Quito, Tulcán, Otavalo y otras ciudades de la Sierra, además de ofrecer rutas hacia la región Costa y Amazonía. Sus instalaciones están diseñadas para atender a miles de pasajeros diariamente, contando con áreas de espera, boleterías, servicios sanitarios y zonas comerciales. Su ubicación estratégica convierte al Terminal Terrestre de Ibarra en un punto clave para el turismo y la movilidad regional, facilitando el acceso a los atractivos naturales y culturales de la provincia de Imbabura.

## Cultura
Con una cultura influenciada por la colonia, con rasgos muy mestizos en su cotidianidad, que dejaron tradiciones fuertes e irreemplazables, que dejan notar su ascendencia española y amerindia, así como también varios rasgos africanos, incluso asiáticos (principalmente en su gastronomía).
Una de las principales tradiciones ibarreñas es la Cacería del zorro, evento que se realiza todos los años por sus fiestas, que inician en septiembre terminando con la realización de este evento en los primeros días de octubre, esta tradición cuenta anualmente con la participación de decenas de jinetes. El evento inicia desde la mañana, con un desfile por las principales calles hasta pasar por el centro republicano de la ciudad, terminando en la laguna de Yahuarcocha, con la típica persecución al jinete disfrazado de Zorro.

## Gastronomía
La gastronomía de Ibarra es privilegiada. La urbe, al estar asentada en los 2.205 m s. n. m., tiene el influjo de las montañas (habas, mellocos, papas, sobre los 3.000 m s. n. m.); pero también los valles cálidos, como el del Chota (yuca, fréjol, plátanos, sobre los 1.500 m s. n. m.), o incluso más abajo, sobre los 650 m s. n. m., como Lita, de donde provienen la papaya, pero también la deliciosa guanábana para los helados de paila.

### Platos fuertes
Comidas como el hornado, los llapingachos que son tortillas de papa con chorizo y cosas finas, la fritada con choclo y queso, empanadas de viento. Así mismo los platos muy usados en los almuerzos ibarreños son el arroz relleno, la cazuela de verduras, la carne al jugo, las ensaladas ecuatorianas, el arroz moro, las carnes apanadas.
El ajetreado trabajo y la enorme rutina de los empleos en Ibarra han contribuido al incremento enorme de la comida rápida, principalmente la china-sudamericana la cual se la consigue en restaurantes normalmente conocidos con el nombre de chifa que superan los 50 establecimientos.

### Bebidas
Las bebidas más usadas por los ibarreños son los jugos de frutas, la cerveza, el vino, la toraca y el norteño, los cocteles y muchas variedades de copas de licores refinados, existe una bebida típica conocida como chapo que se elabora mediante la mezcla de harina cebada —denominada máchica—, panela y agua o leche.

### Repostería
Las delicias más usuales y las más sabrosas comidas de las familias del norte del Ecuador son fruto del cruce de tres culturas (española, indígena y africana), y estas son:
- Nogales ibarreños
- Alfajor ibarreño
- Queso de piña
- Arrope de mora
- Arrope de uvilla
- Pan de leche con helado
- Mazapanes y empanadas
- Helado de paila con queso
- Dulce de higos, guayaba y uvilla
- Torta con helado
- Melcochas de dulce
- Humitas, quimbolitos y muchines
- Bohemios de chocolate
- Empanadas rellenas de mermelada de guayaba

Son tradicionales los helados de paila, los cuales se preparan en pailas de bronce que se disponen sobre una cama de hielo con sal, envuelta en paja. La receta requiere mezclar en la paila el jugo de fruta, agua, panela, canela, claras de huevo y pimienta de olor, y batir los ingredientes con una cuchara de palo hasta obtener el punto de preparación. Estos helados fueron inventados por Rosalía Suárez, alrededor de 1896, y es tradicional degustarlos en la heladería que lleva su nombre, ubicada en el centro de la ciudad. El arrope de mora es otro de los dulces típicos de esta ciudad, el cual es un jarabe dulce de mora. Las nogadas son también golosinas tradicionales, elaboradas a base de nueces de nogal, similares al nougat y envueltas en cajas especiales.

## Deportes en Ibarra
Ibarra por costumbre y tradición tiene al deporte como algo más que necesario, los padres enseñan a sus hijos varones y se los inculcan desde muy pequeños, las chicas son instruidas por sus madres en deportes como la natación, el voleibol y la gimnasia, el fútbol es como en toda ciudad ecuatoriana y americana la pasión que mueve multitudes, los campeonatos y olimpiadas a nivel local son muy famosas, las maratones y triatlones son mensuales, los gimnasios son un panorama inmenso con más de 90 gimnasios en la actualidad, ya que esta es una ciudad donde cada vez se hace más importante la apariencia, en especial la de los varones, las mujeres optan por la bailoterapia y el yoga, dentro de los colegios los deportes son muy exigidos en especial en los colegios de varones, así el colegio líder en deportes es el "Teodoro Gómez de La Torre", las prácticas de deportes como el fútbol, básquet, tenis y ciclismo son muy populares en las canchas y parques de cada barrio.

### Estadio Olímpico de Ibarra
El Estadio Olímpico de Ibarra es un estadio de fútbol de Ecuador. Está ubicado en la calle Arsenio Torres y avenida Cristóbal de Troya de la ciudad de Ibarra. Su capacidad es para 18.600 espectadores, y allí juega como local el Imbabura Sporting Club, equipo de la Serie A del fútbol ecuatoriano y Club Deportivo Valle del Chota, equipo de la Serie B del fútbol ecuatoriano.
Fue inaugurado el 4 de agosto de 1988 (anteriormente conocido como Estadio Olímpico Municipal) siete años después el Estadio Olímpico Municipal cambió de su nombre al actual Estadio Olímpico "Ciudad de Ibarra" que fue remodelada, reconstruida y reinaugurada el 4 de agosto de 1995. Hasta el 4 de agosto de 1995, el Estadio Olímpico Municipal fue de propiedad del Ilustre Municipio de Ibarra, fecha en la cual fue donado a la Federación Deportiva de Imbabura a través de escritura pública suscrita por el Ing. Luis Mejía Montesdeoca, ex-prefecto de la provincia y por otra Lic. Rafael Zumárraga, en calidad de expresidente de la Institución favorecida. 14 años después Desde el 29 de julio de 2009, El Estadio Olímpico "Ciudad de Ibarra" pasó ser administrado por la Federación Deportiva de Imbabura, fecha en la cual fue donado a la Federación Deportiva de Imbabura a través de escritura pública suscrita por el Sr. Washington Barreno, en calidad de Presidente de la Institución favorecida, una vez que el Gobierno Provincial de Imbabura, entregó oficialmente este escenario a la Matriz del Deporte. La Cámara Provincial hizo efectivo este traspaso dando cumplimiento a lo que establece Ley del Deporte en su artículo 54. Este escenario tiene una capacidad para 18.000 personas y cuenta con una pista de material sintético.
Este estadio fue una de las sedes del Campeonato Mundial Sub-17 Ecuador 1995, y se disputaron allí partidos entre Brasil, Alemania, Omán y Canadá.

## Educación
Las universidades en Ibarra son dos principalmente: la Universidad Técnica del Norte (pública) que educan a más de 12 500 estudiantes en poco más de 40 carreras de pregrado, y la Pontificia Universidad Católica del Ecuador - Sede Ibarra (privada) que educa a poco más de 4 000 estudiantes en 15 carreras de pregrado; ambas universidades ofertan una buena cantidad de postgrados y maestrías, todo esto en sus campus ubicados en la "ciudadela universitaria" al nororiente de la ciudad. Existen además extensiones de otras universidades (UNIANDES, UTPL), así como institutos superiores tecnológicos que ofertan títulos de tercer nivel y grados técnicos profesionales, todos están controlados por el Consejo de Evaluación, Acreditación y Aseguramiento de la Calidad de la Educación Superior.
A esto debería añadirse la relativa cercanía (menos de 20 minutos) al Yachay Tech (Instituto de Investigación, Ciencia y Tecnología del Ecuador) que se encuentra en el cantón cercano de San Miguel de Urcuquí, lugar que oferta una amplia gama de carreras relacionadas con las ciencias investigativas y las ingenierías tecnológicas, contando con cinco escuelas: Ciencias Biológicas e Ingeniería, Ciencias Físicas y Nanotecnología, Ciencias de la Tierra, Energía y Ambiente, Ciencias Matemáticas y Computacionales, Ciencias Químicas e Ingeniería; escuelas que imparten asignaturas en español e inglés.

## Símbolos de Ibarra

### Bandera
La Bandera de Ibarra consta de dos franjas horizontales de igual tamaño, la superior roja, y la inferior blanca, esto en honor al real estandarte del señor hidalgo Don Miguel de Ibarra. Los colores podrían estar inspirados en la Casa de Austria, que donó muchas obras a las catedrales y museos de la ciudad, y por los colores oficiales del Marqués de Selva Alegre.

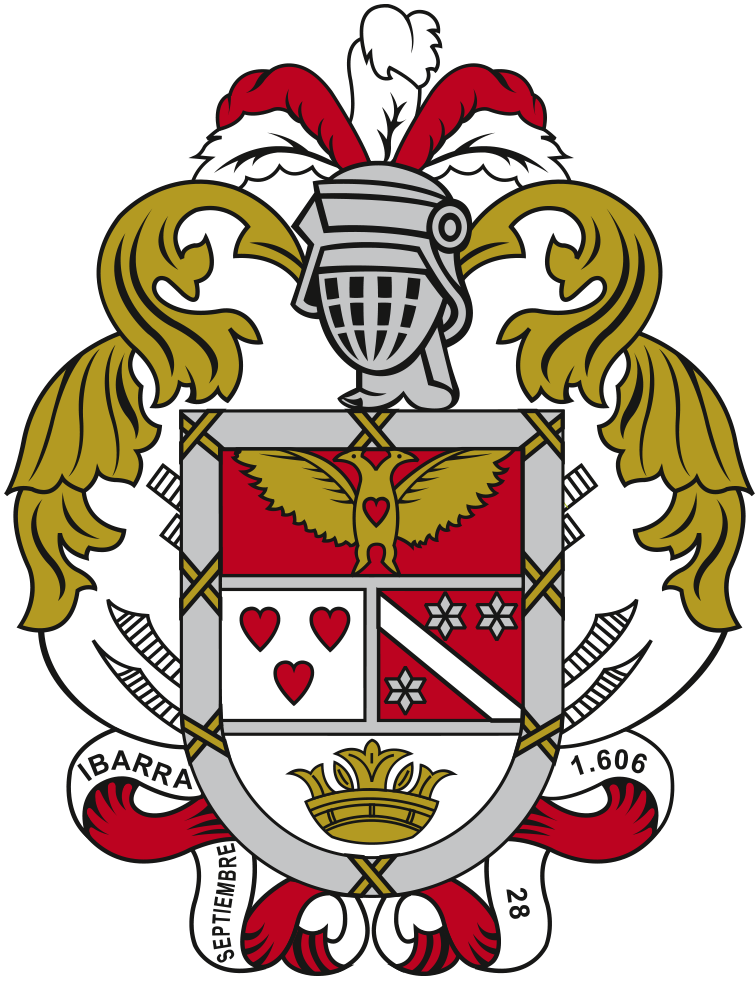
Escudo oficial de Ibarra

### Escudo
El escudo consta de un pórcel recto con ondulación pronunciada en la parte inferior, se divide en 3 partes iguales horizontalmente, todas del mismo tamaño, en la división superior aparecen dos alas y una corona de dos puntas lo cual significa la libertad y la regencia de este y oeste, en la parte intermedia se divide en dos partes verticales, en el recuadro izquierdo aparecen tres corazones simbolizando la amistad y el amor a la ciudad, mientras en el recuadro derecho aparece la bandera de Castilla La Vieja, desde donde se envió la orden de la fundación de la villa, y en la parte inferior aparece la corona del Marqués de Selva Alegre; todo esto está rodeado de: en la parte superior una máscara de un gladiador, en la parte inferior la bandera de Ibarra formando un lazo, y en sus extremos izquierdo y derecho las venteletas de colores marrón y blanco.

## Ciudades hermanadas
- Venecia, Véneto - Italia
- Pisa, Toscana - Italia
- Écija, Andalucía - España
- Newcastle upon Tyne, Tyne y Wear - Reino Unido
- Popayán, Cauca - Colombia
- Pasto, Nariño - Colombia
- Winchester, Kentucky - Estados Unidos
- Antofagasta, Antofagasta - Chile
- Calama, Antofagasta - Chile
- Etawah, Uttar Pradesh - India
- Serravalle - San Marino
- Brujas, Flandes Occidental - Bélgica
- Bariloche, Río Negro - Argentina
- Punta del Este, Maldonado - Uruguay
- Ibarra, Guipúzcoa, País Vasco - España
- Zug, Cantón de Zug - Suiza
- Tigre, Buenos Aires - Argentina
- Distrito de Miraflores (Lima), Provincia de Lima - Perú